# Einheitliche Prüfungsanforderungen in der Abiturprüfung
Für über 40 Abiturprüfungsfächer aus dem allgemeinbildenden und beruflichen Bereich hat die Deutsche Kultusministerkonferenz seit 1979 Einheitliche Prüfungsanforderungen in der Abiturprüfung (EPA) beschlossen, um eine Grundlage für die jeweiligen fachlichen Anforderungen zu geben. Sie enthalten darüber hinaus Hinweise für die Erstellung von Prüfungsaufgaben auf dem grundlegenden Niveau (Grundkurs) und dem erhöhten Niveau (Leistungskurs), deren Bewertung sowie konkrete Aufgabenbeispiele. Durch Übernahme in die Landesverordnungen und -erlasse der Bildungsministerien erlangen sie verbindliche Rechtskraft für in Deutschland anerkannte Abschlüsse. Sie gelten auch an den Deutschen Auslandsschulen.

## Geschichte
Die EPA der ersten Generation von 1979, anfangs auch „Normbücher“ genannt, waren eine Reaktion auf die vielstimmige Kritik an der Zerfaserung von Anforderungen durch die Reform der gymnasialen Oberstufe von 1972. Eine Ursache war die unterschiedliche Handhabung in den Bundesländern. Im Februar 1977 zwang ein Numerus-clausus-Urteil des Bundesverfassungsgerichts die KMK zur eiligen Vereinheitlichung der Benotungsgrundlagen. Dabei wurde auch das lange Zeit hochkontroverse Fach Gemeinschaftskunde 1979 auf eine bundesweit gemeinsame Grundlage des Beutelsbacher Konsenses gestellt. 
Die erste Überarbeitung der EPA hat über zehn Jahre bis 1989 (im ebenso umstrittenen Fach Geschichte) gedauert. Alle EPA wurden nach der PISA-Studien-Diskussion 2004/05 erneut novelliert und u. a. mit einem fachspezifischen Kompetenzmodell und einem Operatorenkatalog versehen. Inzwischen gehören dazu auch seltene Fächer wie Jüdische Religionslehre, Hebräisch, Niederdeutsch, Dänisch, Polnisch, Türkisch, Farsi, Arabisch oder Chinesisch. Die EPA prägen den gesamten Unterricht in der gymnasialen Oberstufe, die Operatoren werden in der Lehrerausbildung benutzt und auch in den nichtgymnasialen Schulformen eingesetzt.
Ein früher Vorläufer war der Tutzinger Maturitätskatalog (1958).

### Bildungsstandards statt EPA
Im Oktober 2007 hat die Kultusministerkonferenz beschlossen, die Einheitlichen Prüfungsanforderungen zunächst in einigen ausgewählten Fächern zu Bildungsstandards für die Allgemeine Hochschulreife weiterzuentwickeln. Mit Beschluss vom 18. Oktober 2012 wurden die vom Institut zur Qualitätsentwicklung im Bildungswesen (IQB) erarbeiteten Bildungsstandards in den Fächern Deutsch, Mathematik und in einer fortgeführten Fremdsprache (Englisch/Französisch) vorgelegt (nicht aber die ebenso fortgeführten Fremdsprachen Latein/Spanisch/Russisch). Sie lösen die EPA in diesen Fächern ab und sind ab dem Schuljahr 2016/17 Grundlage für die Abiturprüfungen in allen Ländern. Hinzu treten ab 2021 die Bildungsstandards in den Naturwissenschaften Biologie, Chemie und Physik. Außer für diese sieben Fächer gibt es keine bundesweit geltenden Bildungsstandards für die Abiturprüfung, sondern allenfalls unverbindliche Vorschläge von Verbänden etc. Das liegt neben den hohen Erstellungskosten an den zu erwartenden Konflikten in Fächern wie Geschichte, Politik oder Religion, die innerhalb der KMK nicht lösbar scheinen.

## Anforderungsbereiche
Trotz allen fachlichen Unterschieden gibt es Gemeinsamkeiten aller EPA. Dazu gehört die didaktische Stufung in die Anforderungsbereiche (AFB) I – II – III, denen nach Komplexität die Stufen Reproduktion (I), Reorganisation und Transfer (II) und Reflexion/Problemlösung/Bewertung (III) zugeordnet sind. Diese vier Lernzielstufen hat der Psychologe Heinrich Roth in Vorbereitung der Reform von 1972 entwickelt. Abiturprüfungen müssen auf allen Stufen Aufgaben enthalten, denen spezifische Operatoren für die Arbeitsaufträge (z. B. beschreiben, erklären, erörtern) entsprechen. Oft ist die Trennschärfe der AFB unklar oder sind die Operatoren in verschiedenen Fächern und Ländern unterschiedlich.
- Anforderungsbereich I: Reproduktion umfasst das Wiedergeben und Beschreiben von fachspezifischen Sachverhalten aus einem abgegrenzten Gebiet und im gelernten Zusammenhang unter reproduktivem Benutzen geübter Arbeitstechniken.
- Anforderungsbereich II: Reorganisation/Transfer umfasst das selbstständige Erklären, Bearbeiten und Ordnen bekannter fachspezifischer Inhalte und das angemessene Anwenden gelernter Inhalte und Methoden auf andere Sachverhalte.
- Anforderungsbereich III: Reflexion/Problemlösung/Bewertung umfasst den reflexiven Umgang mit neuen Problemstellungen, den eingesetzten Methoden und gewonnenen Erkenntnissen, um zu Begründungen, Folgerungen, Beurteilungen und Handlungsoptionen zu gelangen.

Die EPA setzen der Benotung Maßstäbe. Für eine gute Benotung (ab 10 Notenpunkte) müssen ansatzweise Leistungen im AFB III erbracht werden. Eine rein reproduktive Leistung (AFB I) kann höchstens ausreichend sein. Auch werden Prozentwerte für die zu erbringenden Leistungen gesetzt, wonach z. B. 45 % für eine glatt ausreichende Leistung (5 Notenpunkte), 70 % für eine noch gute Leistung (10 Notenpunkte) erforderlich sind.
Obwohl die Anforderungsbereiche an sich nur in der Abiturprüfung gelten, wirken sie bis in die Grundschule in der Strukturierung der Anforderungen zurück. Als schwierig gelten insbesondere gute Aufgabenstellungen für den AFB III, weil die verlangten Bewertungen leicht subjektiv oder weltanschaulich geprägt ausfallen können. In Prüfungssystemen anderer europäischer Länder (Frankreich, Italien) fehlt der AFB III, was den Vergleich schwierig macht.

## Einzelbelege
1. ↑  Liste über Verabschiedung und Inkrafttreten der einzelnen EPA (Stand: 10. Mai 2007), auf kmk.org
2. ↑  Peter Horn, Hans-Georg Herrlitz, Christa Berg: Kleine Geschichte der Deutschen Gesellschaft für Erziehungswissenschaft: Eine Fachgesellschaft zwischen Wissenschaft und Politik. Springer-Verlag, 2013, ISBN 978-3-663-07782-4 (google.de [abgerufen am 3. Juni 2020]).
3. ↑  Handbuch der deutschen Bildungsgeschichte. C.H.Beck, 1987, ISBN 978-3-406-32468-0 (google.de [abgerufen am 31. Mai 2020]).
4. ↑  Sabine Gerbaulet: Sturm auf die Festung. Die Zeit, 12. September 1986, abgerufen am 3. Juni 2020.
5. ↑  Vereinbarung über Einheitliche Prüfungsanforderungen in der Abiturprüfung , auf kmk.org
6. ↑  Gegenseitig anerkannte länderspezifische Fächer in der Abiturprüfung, auf kmk.org
7. ↑  Fremdsprachen. KMK, abgerufen am 3. Juni 2020.
8. ↑  Kriterien Hochschulreife. Abgerufen am 3. Juni 2020.
9. ↑  Fluchtpunkt Abitur. 29. November 2016, abgerufen am 3. Juni 2020.